# Большое Приезжево
Большо́е Приезжево или Большо́е Приезживо — деревня в Островском районе Псковской области. Входит в состав Островской волости.

## География
Расположена на правом берегу реки Великая, в 25 км к юго-востоку от центра города Остров. Напротив, на противоположном берегу Великой, находится деревня Крюки — центр Горайской волости.

## Население
| 2001 | 2002 | 2010 | 2013 |
| ---- | ---- | ---- | ---- |
| 248  | ↘227 | ↘214 | ↗222 |

## История
Деревня до апреля 2015 года входила в состав ныне упразднённой Городищенской волости Островского района.